# Vímara Peres
Pour les articles homonymes, voir Peres.
Vímara Peres, vers 820 – 873, est un seigneur de guerre chrétien du Royaume des Asturies et un noble du IXe siècle qui devient le premier Comte de Portugal.

## Famille
Son père, Pedro Theon (décédé après 867), parfois appelé Pedro Theón de Pravia, et peut-être le fils de Bermude Ier des Asturies, est membre de la Curia Regis du roi Alphonse III des Asturies et apparaît en janvier 867 confirmant une charte royale conjointement avec d'autres nobles, dont le comte Rodrigue de Castille. Pedro est activement impliqué dans la Reconquista et est également responsable de l'éviction ainsi que de la défaite des Vikings lorsqu'ils ont envahi la Galice en 858. Outre Vímara, Pedro est également le père d'Hermenegildo Peres. L'ancienne version chrétienne de Vímara est censée être dérivée de Weimar un nom provenant de plusieurs endroits comme celui de Weimar en Hesse et un autre en Thuringe, du vieux haut allemand wīh « sainte » et mari « eau stagnante ». Bien que démodé, il est encore utilisé aujourd'hui au Portugal sous le nom de Guímaro.

## Comte de Portugal
Vassal du roi Alphonse III des Asturies, celui-ci l'envoie reprendre aux maures la vallée du Douro, considérée comme une ligne de défense naturelle du Royaume des Asturies.
Vímara Peres est un des responsables du repeuplement de la région entre les fleuves Minho et Douro, avec l'appui de guerriers locaux, dont ceux du bourg de Portucale (Porto), définitivement repris aux musulmans en 868.
Il devient cette même année le premier Comte de Portucale (Portugal) via sa nomination par le roi Alphonse III des Asturies à la suite de la reconquête chrétienne de la région au nord du fleuve Douro,. Les historiens portugais ultérieurs considèrent cet événement comme le premier jalon de l'histoire de l'État Portugais, bien que le Portugal n'ait obtenu son indépendance qu'au XIIe siècle.  
Il est également le fondateur d'un petit bourg fortifié, à proximité de Braga, dont le nom, «Vimaranis», est issu de son propre patronyme (de Vimar) qui devient plus tard « Guimaranis ». Avec le temps, l'évolution phonétique transforme ce nom en Guimarães. Cette ville est le principal centre de gouvernement du Comté jusqu'à l'arrivée au pouvoir d'Henri de Bourgogne (les Portugais l'appellent « La Ville Berceau »). Vímara Peres y décède en 873. 
Son fils, Lucídio Vimaranes, lui succède à la tête du Comté, instituant ainsi une dynastie qui gouverne la région jusqu'en 1071.

### Descendance
La plupart des historiens s'accordent à dire qu'il est le père de :
- Lucídio Vimaranes (Lucídio, fils de Vímara), qui succède à Vímara comme seigneur du Comté[8],[9].

Bien que l'identité de sa femme n'ait été enregistrée dans aucune charte contemporaine, son nom aurait pu être Trudildi. Si tel est le cas, Vímara aurait été le père de :
- Audivia Vimaranes, mariée au comte Gutierre Aloítez[10],[11].

## Maison de Vimara Peres
- Vímara Peres, comte de 868 à 873
- Lucídio Vimaranes, fils du précédent, comte à partir de 873
- Onega Lucides, fille du précédent, épouse de Diogo Fernandes (comte à partir d'avant 924)
- Mumadona Dias, fille des précédents, épouse de Mendo Ier Gonçalves (également connu sous le nom d'Hermenegildo Gonçalves)
- Gonçalo Mendes, fils des précédents, comte de 950 à 999); en 997, il prend le titre de Magnus Dux Portucalensium
- Mendo II Gonçalves, fils du précédent, comte de 999 à 1008) ; il épouse la comtesse Tudadomna
- Alvito Nunes, descendant collatéral de Vímara Peres, comte de 1008 à 1015 ; il épouse également la comtesse Tudadomna
- Ilduara Mendes, fille de Mendo II Gonçalves et de Tudadomna, épouse de Nuno Ier Alvites, fils d'Alvito Nunes, comte de 1017 à 1028)
- Mendo III Nunes, comte de 1028 à 1050
- Nuno II Mendes, comte de 1050 à 1071), défait et tué par l'armée du roi García II de Galice lors de  la bataille de Pedroso.

### Sources
- (pt) Cet article est partiellement ou en totalité issu de l’article de Wikipédia en portugais intitulé « Vímara Peres » (voir la liste des auteurs).